# Mannequins de Paris
Pour plus de détails, voir Fiche technique et Distribution.
Mannequins de Paris est un film français réalisé par André Hunebelle, sorti en 1956.

## Synopsis
Très occupée à satisfaire sa clientèle, la directrice d’une grande maison de couture laisse son mari, styliste de mode, aller seul à Cannes présenter la nouvelle collection. Il a une aventure avec une jeune femme qui le rejoint à Paris. Très attachées à leur patronne, les mannequins de la maison de couture tentent alors de contrecarrer cette liaison. Finalement, le mari se rend compte de son attachement pour sa femme et elle, qui a cru le perdre, va essayer de consacrer plus de temps à sa vie de couple.

## Fiche technique
- Titre original : Mannequins de Paris
- Réalisation : André Hunebelle
- Assistant : Bernard Toublanc-Michel
- Scénario : François Campaux
- Adaptation : Michel Audiard et André Hunebelle
- Dialogues : Michel Audiard
- Décors : Lucien Carré
- Costumes : Jacques Heim, Mireille Leydet, Svend (chapeaux)
- Photographie : Paul Cotteret
- Son : René-Christian Forget
- Musique : Jean Marion
- Montage : Jean Feyte
- Photographe de plateau : Raymond Voinquel
- Maquillage : Louis Bonnemaison
- Scripte : Charlotte Lefèvre
- Producteur : André Hunebelle
- Sociétés de production : Pathé Films, Production artistique et cinématographique, Contact Organisation
- Société de distribution : Pathé Consortium Cinéma
- Lieux du tournage : Paris - Cannes - Rome
- Pays de production :  France
- Langue originale : français
- Format : Couleurs (Eastmancolor) — 35 mm- 2,35:1 (Franscope) - Son Mono
- Genre : Comédie dramatique
- Durée : 89 minutes
- Date de sortie : 
  - France : 19 septembre 1956
- Affiche : André Bertrand (France)

## Distribution
- Madeleine Robinson : Véronique Lanier
- Ivan Desny : Pierre Lanier
- Mischa Auer : Yaschlik
- Jacqueline Pierreux : Pearl
- Max Révol : Max
- Georges Chamarat : Boris Rabinowski
- Jeanne Fusier-Gir : Gabrielle
- Marie-Hélène Arnaud : Josette
- Ghislaine Arsac : Wanda
- Jacqueline Huet : Christiane
- Elisa Lamothe : une cliente
- Fabienne : Barbara
- Véronique Verlhac : Micheline
- Yvonne Monlaur : Janine
- Yōko Tani : Lotus
- Georgette Anys : Mme Vauthier
- Agnès Laurent : Lucette
- Pascale Audret : Francette
- Jacqueline Noëlle : Hermine
- Paulette Arnoux : la bonne de Véronique
- Blanche Issartel : Mme Blanche
- Anna Gaylor : Louisette
- Madeleine Barbulée : Mme Madeleine, la première
- Eliane Angeneau : Suzanne
- Daniel Ceccaldi : un ami de Barbara
- Simone Berthier
- Andrée Tainsy
- Lucile Saint-Simon
- Palmyre Levasseur
- Lucie Daouphars : (créditée par son surnom « Lucky »)
- Dany Cintra
- Gregori Chmara : Boris
- René Bergeron
- Sylvie Adassa
- Charles Bayard
- Arielle Coigney : le premier lapin
- Jean-Pierre Duclos
- Claire Duhamel
- Sylvie Duhamel
- Luce Fabiole
- Germaine Grainval
- Jacqueline Hostein
- Janine-Jan
- Benoîte Lab
- Jean Lagache
- Claude Le Lorrain : Paul
- Jean Marconi
- Made Siamé
- Solange Sicard
- Roger Vincent